# 長岡ニュータウン
長岡ニュータウン（ながおかニュータウン）は、新潟県長岡市に所在する大規模なニュータウンである。

## 概要

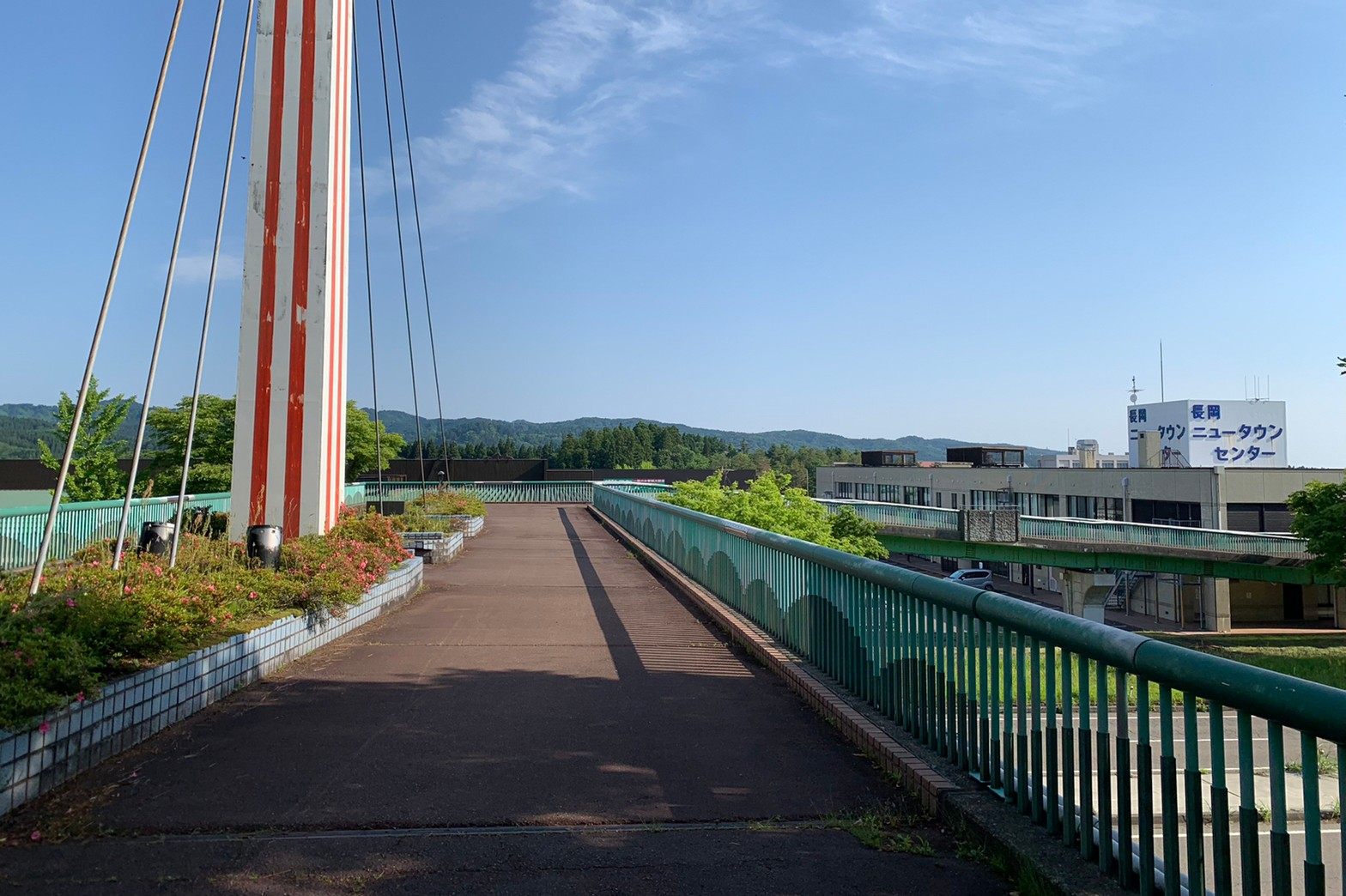
中央地区の「ふれあい橋」と長岡ニュータウンセンター（2022年5月）

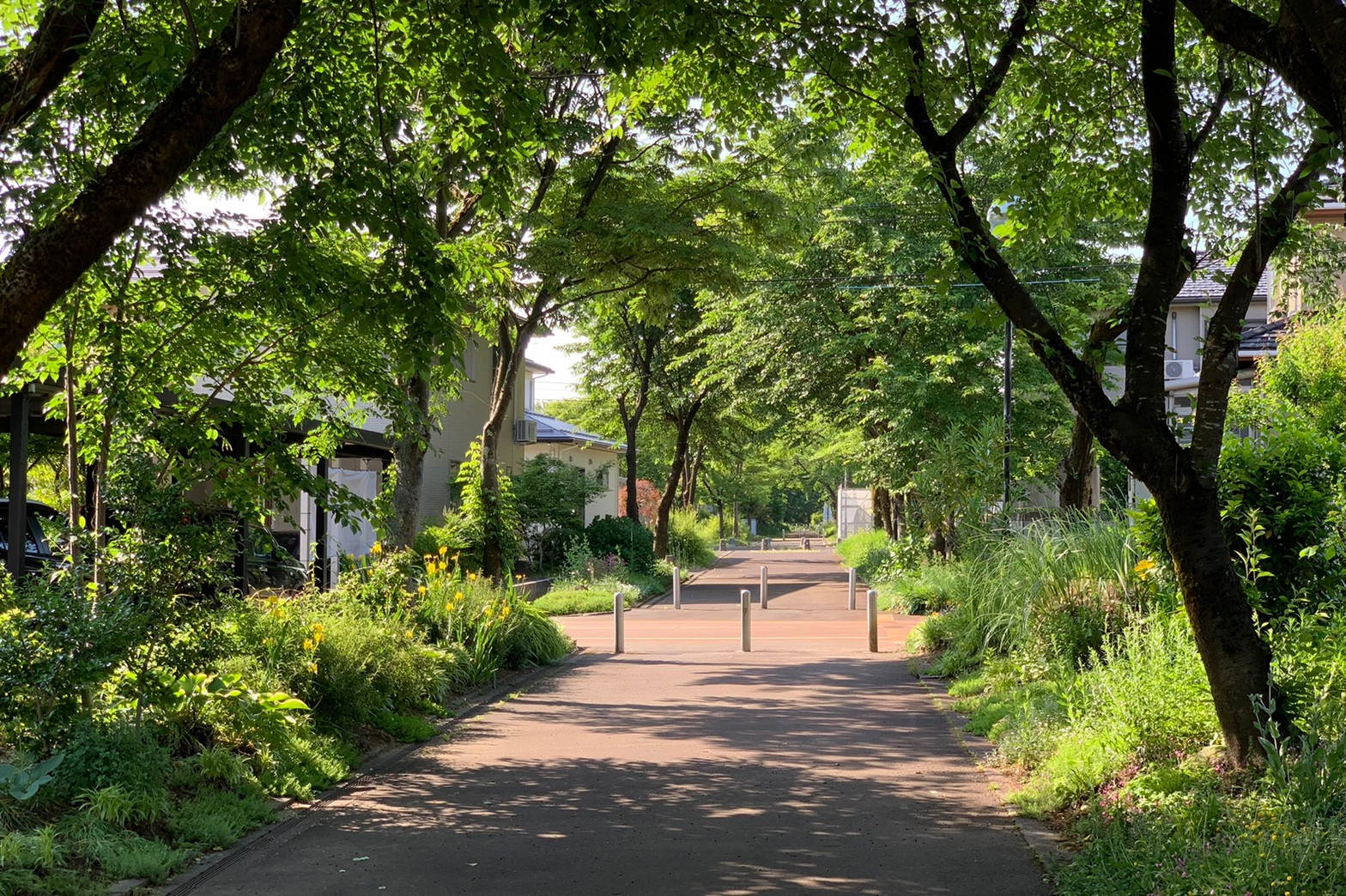
中央地区に張り巡らされた緑道（2022年5月）

長岡ニュータウンは、長岡市川西地域西部の丘陵地周辺における都市基盤整備を目的として開発が進められた。地方都市の拠点化を目的とした地域振興型の都市開発計画で、大都市近郊の住宅地開発を目的とした「ニュータウン」とは異なった性格を有する。事業開始当初は当時の地域振興整備公団（地域公団、現在は都市再生機構＝URなどに改組）が事業主体となっていた。現在事業はURに引き継がれ、新潟県と長岡市が開発事業に参画している。
開発地区は丘陵部周辺の3地区に分散しており、このうち丘陵地を切り開いて開発された中央地区は主に住宅地と商業地となっている。関越自動車道の長岡インターチェンジ周辺の平坦地の才津（さいづ）地区は主に流通業務地（長岡新産業センター）として開発された。同インター北西側の丘陵地東麓の雲出（くもいで）地区は主に工業地区（雲出工業団地）である。「長岡ニュータウン」の呼称は住宅地主体の中央地区のみを指すことも多い。
1973年（昭和48年）の計画発表時は、地区面積は約1413ha、計画人口は周辺の集落を含めて約56000人を見込んでいたが、才津地区と雲出地区では企業立地が進んだ一方で、中央地区では宅地分譲が進まず開発が停滞し、1991年（平成3年）に実施された大幅な計画見直しによって中央地区の開発面積は削減され、その後宅地として計画していた箇所は都市公園の建設用地に転用されるなどした。
中央地区については、地域公団がURに改組された2006年（平成18年）をもって新規の開発事業が凍結され、現在は既存の宅地分譲が続けられている。
中央地区の定住人口は慢性的にごく緩やかな増加にとどまっており、居住数は1234世帯、3816人（2012年12月1日現在）と、計画値の10000人には遠く及ばず。

### 地名
宅地には「青葉台」「陽光台」の2つの地名が付与されているが、いずれも町名整理のみで住居表示は施行されておらず、街区符号の設定等は行われていない。

## 歴史
1973年の計画発表時には、丘陵部の林など自然の姿をできるだけ保存しながら、インダストリアルパーク（無公害型工業地域）、流通センター、学園地区、住宅地区、レクリエーション施設などを1413haの中に集約する計画が盛り込まれた。
また長岡駅からニュータウン中央地区へ至るモノレールを建設して公共交通の便を図る他、当時建設が進められていた国道17号・長岡東バイパスから宮内駅北側を経由して信濃川・渋海川を渡り、才津地区と中央地区を経由して国道8号に接続し、さらに雲出地区へと至る都市計画道路「長岡東西道路」など、ニュータウンの開発計画に合わせた交通施設の建設計画も盛り込まれた。
1975年（昭和50年）に事業実施基本計画が認可され、整備事業が開始された。翌1976年（昭和51年）には才津地区と中央地区の中間点にあたる丘陵地東麓に長岡技術科学大学が開学し、また1980年代に入ると、長岡市周辺の産業都市化を目指す「長岡テクノポリス計画」が開始されるなど、ニュータウン地区の都市開発も進捗するものと思われた。
だが1970年代終盤の第二次オイルショック発生による経済社会情勢の変化で、長岡ニュータウンの過大な計画規模は実勢に見合わないものとなり、特に住宅地の開発停滞が目立つようになった。
開発地区のうち、流通業務地の才津地区と工業地の雲出地区においてはスムーズに分譲が進んだ。ニュータウン事業で最も早い1980年（昭和55年）から分譲が開始された才津地区では、市内中心部からの立地移転などもあって卸売業や運送業を中心に立地が進み、その後も追加の用地造成が進められ、且つ開発地区の周辺部でも業務地や住宅地の開発・分譲が進められている。3地区で最も遅い1990年（平成2年）から分譲が開始された雲出地区では、前述のテクノポリス計画の一環として地域公団と長岡市が共同で用地造成を進め、僅か2年で全区画の分譲が完了し、9社が立地した。
しかし、住宅地として開発され1983年（昭和58年）に分譲を開始した中央地区は、長岡インターチェンジから車で約10分という立地でこそあるものの、長岡駅周辺の中心市街地からは車で約20分、バスで約30分と離れており、利便性は決して良いとは言えない立地であった。それに加えて公共施設や店舗が少ないなど、生活基盤の整備が大きく立ち遅れていた。中央地区は元々、才津地区や雲出地区に勤務する従業員世帯の居住地を想定して整備が進められたが、分譲地は都市基盤が未整備で、また丘陵地で域内の随所に勾配が点在する立地条件もあって、中心市街地に近く都市基盤が整った平坦地の分譲地と比較して売れ行きは伸びなかった。
この間にモノレールの計画は白紙化され、長岡東西道路も宮内駅北側の「沢田跨線橋通り」とニュータウン内の区間が整備されたのみで、開発開始当時の市長が構想を掲げた、信濃川と渋海川を横断する「ニュータウンブリッジ」の建設も具体化には至らなかった。このように中央地区では分譲が進まず、宅地として造成が行われたのは西住区のみにとどまるなど開発停滞が慢性化し、地域公団は計画の見直しを迫られることになった。

### 計画の見直しと造成地用途の転換
地域公団と新潟県、長岡市は1988年（昭和63年）と1991年の2度にわたって、主に中央地区について計画の大幅見直しに着手し、地区面積を440ha、計画人口を10000人にまで縮小した。中央地区のうち当時既に造成が進捗していた西住区の大部分を除く用地は宅地化を断念し、南住区には開発停滞の救済策として、国が国営越後丘陵公園を建設した他、その他の住区予定地は新潟県と長岡市に払い下げられ、県は新潟県立歴史博物館などの建設用地に充当し、長岡市も公共施設の建設などを目的に市有地を確保している。この南住区と西住区の一部を合わせた面積は、中央地区の開発予定地区の約4割にも及ぶ。
長岡市が取得した市有地のうち東住区の大部分は元々、当時大手ゼネコンだった佐藤工業と新潟県、長岡市の3者出資による第三セクターが、宇宙開発に関するテーマパーク「スペースネオトピア」の建設用地として取得したものである。ニュータウン計画の見直しに連動する形で1989年（平成元年）に佐藤工業が建設構想を明らかにし、2001年度（平成13年度）の開館および全面供用を目指して用地を取得したものの、計画はバブル経済崩壊の影響等で白紙化された。市有地ではその後、野球場や陸上競技場など市の公共施設の建設構想が出たものの、具体化には至らなかった。
しかし長岡市は市有地のうち、国営越後丘陵公園に隣接する西住区の用地をスポーツ施設の建設用地とする旨を決定し、2007年（平成19年）にサッカーコートなどを内包する運動公園の整備内容が決定して建設が進められ、2011年（平成23年）10月9日に長岡市ニュータウン運動公園が一部開園し、人工芝サッカーコート1面の供用を開始した。また東住区は研究開発に特化した企業・機関の誘致に転換され、URと長岡市は「長岡オフィス・アルカディア」として分譲を進めている。
また、新潟県立歴史博物館に隣接する西部丘陵東地区は産業ゾーンとして分譲が行われ、各種企業が進出しているほか2014年にはメガソーラー発電所が、2018年には南長岡ガス田の天然ガスを用いて地産地消の発電を行う「長岡火力発電所」が営業運転を開始した。

### 中越地震における避難者受け入れ
2004年（平成16年）の新潟県中越地震の際には、被害の大きかった山古志村（当時）からの避難者を対象にした仮設住宅がニュータウン内に建設された。

## 施設

### 廃棄物管路収集システム

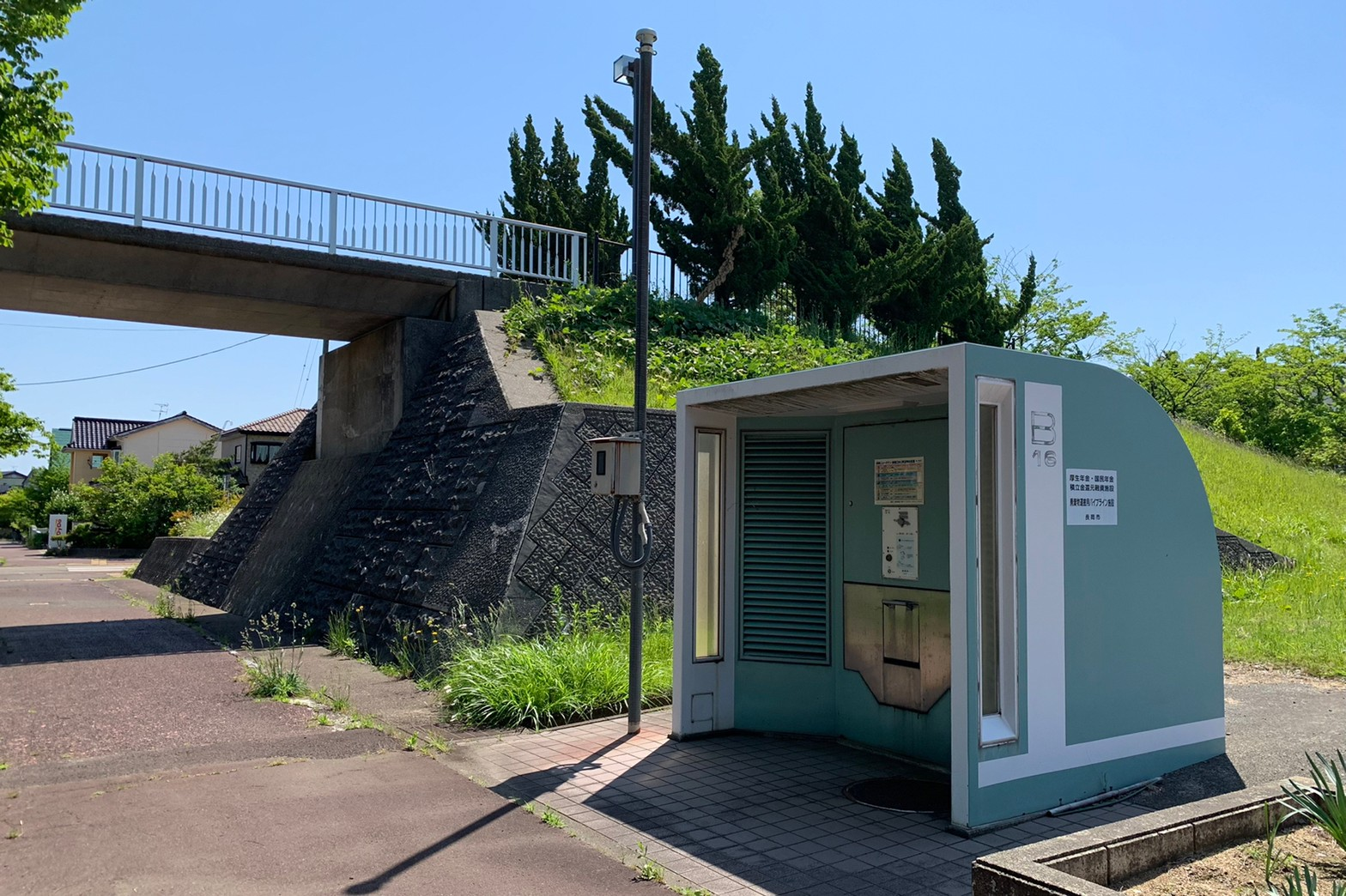
廃棄物管路収集システムのゴミの投入口（2022年5月）

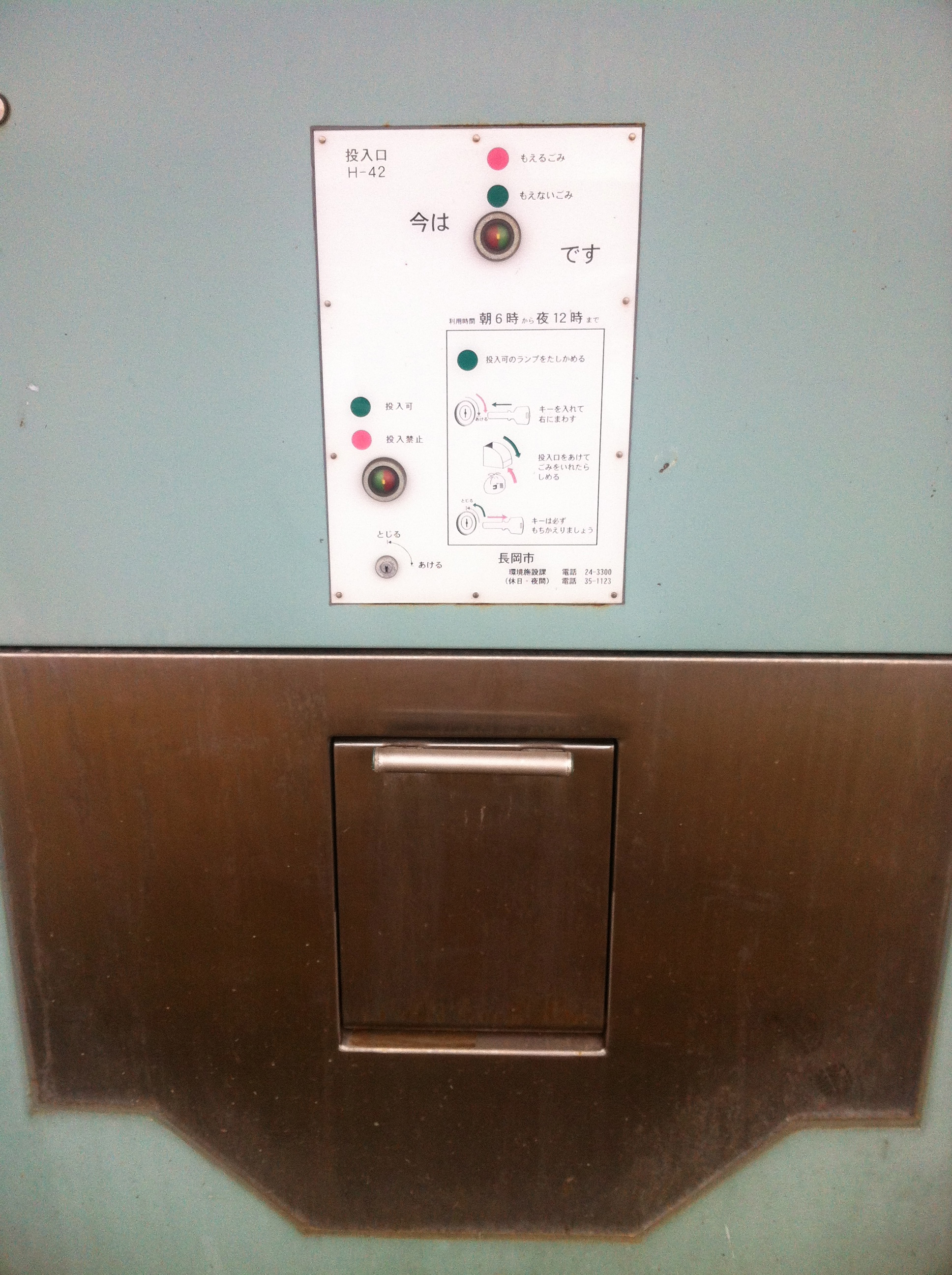
ゴミの投入口

域内で生じた廃棄物を「管路収集システム」で地下のパイプを経由して処理施設へ輸送するシステムが導入されている。